# بنك التنمية الصيني
بنك التنمية الصيني (بالصينية: 国家开发银行) هو بنك تنمية في جمهورية الصين الشعبية، يقوده وزير في مجلس الوزراء في مستوي حاكم، تحت الاختصاص المباشر لمجلس الدولة. باعتباره واحد من ثلاثة بنوك سياسية في الصين، فهي مسؤولة عن جمع الأموال لمشاريع البنية التحتية واسعة النطاق، بما في ذلك سد الممرات الثلاثة ومطار شانغهاي بودنغ الدولي. تأسس البنك بموجب قانون سياسة البنوك لعام 1994، ويوصف بأنه المحرك الذي يدير سياسات التنمية الاقتصادية للحكومة الوطنية.

## الهيكل التنظيمي
يرفع محافظو البنك تقاريرهم إلى مجلس المشرفين المسؤولين أمام الحكومة المركزية. هناك أربعة نواب للمحافظ واثنان من مساعدي المحافظين. في نهاية عام 2004، كان لدى بنك التنمية الصيني حوالي 3500 موظف.[بحاجة لمصدر] بما في ذلك مكتب تمثيلي في التبت وفرع في هونغ كونغ.[بحاجة لمصدر]
اعتبارًا من عام 2021، يضم بنك التنمية الصيني أكثر من 9000 موظف.
لا يأخذ البنك مدخرات خاصة، لذلك ليس لديه فروع محلية مثل العديد من البنوك الكبرى الأخرى.

### الشركات التابعة
- بنك التنمية الصيني للاستثمار الدولي